# Marcus Mittermeier
Marcus Mittermeier (* 8. Oktober 1969 in Landshut) ist ein deutscher Schauspieler und Regisseur.

## Leben
Mittermeier absolvierte von 1992 bis 1994 seine Schauspielausbildung an der Schauspielschule Ruth v. Zerboni in Gauting. Außerdem nahm er Unterricht bei Regine Lutz, Peter Shub, Wolfram Völzke und Peter Schroth. Er begann 1995 als Schauspieler am Münchner Volkstheater, wo er in Edward Bonds Stück Gerettet debütierte. Darauf wurde er als Schauspieler und Regieassistent am Theater Ingolstadt engagiert. Sein Regiedebüt feierte er 1998 mit Georg Büchners Leonce und Lena. Neben seinen Engagements studierte er Philosophie und Theaterwissenschaften. Danach machte er sich einen Namen durch Auftritte in verschiedenen Fernsehproduktionen, unter anderem in den Serien Samt und Seide und Der Staatsanwalt.
Sein Regiedebüt Muxmäuschenstill erhielt 2004 den Max-Ophüls-Preis und eine Nominierung für den Deutschen Filmpreis.
Mittermeiers zweiter Kinofilm Short Cut to Hollywood hatte am 8. Februar 2009 seine Premiere auf der Berlinale. Für eine Guerilla-Marketing-Aktion zu dem Film ließen er und Mitregisseur Jan Henrik Stahlberg Falschmeldungen verbreiten, es habe einen Bombenanschlag in der fiktiven kalifornischen Kleinstadt Bluewater gegeben. Dies wurde als Bluewater-Affäre bekannt.
Seine Darstellung in Johannes Fabricks Der kalte Himmel brachte Mittermeier eine Nominierung für den Deutschen Schauspielerpreis 2012 für „Die beste Nebenrolle“ ein.
Anlässlich des 25. Jahrestages des Mauerfalls 2014 spielte er im DDR-Drama Zwischen den Zeiten mit. Seit 2014 ist er einem breiten Publikum außerdem durch seine Rolle als Kriminaloberkommissar Harald Neuhauser in der Reihe München Mord bekannt. Für die Folge Die indische Methode der ZDF-Krimireihe schrieb er auch das Drehbuch.
Marcus Mittermeier ist Vorstandsmitglied und „Gesicht“ des Vereins zur Förderung krebskranker und körperbehinderter Kinder (VKKK) Ostbayern e. V. und lebt mit seiner Familie in Regensburg.
Auf Vorschlag der bayrischen Landtagsfraktion von Bündnis 90/Die Grünen wurde Mittermeier zum Mitglied der 17. Bundesversammlung nominiert.
Mittermeier ist verheiratet und hat drei Kinder.

## Filmografie (Auswahl)
- 1999: Schlosshotel Orth
- 1999: Tatort: Norbert
- 2000: Küstenwache (Fernsehserie): Tödliche Hochzeit (Staffel 3.4)
- 2000–2005: Samt und Seide (Fernsehserie)
- 2001: Die heimlichen Blicke des Mörders
- 2001: Wilder Kaiser (Fernsehserie): Der Wolf
- 2001: Alle meine Töchter
- 2002: Der Bulle von Tölz: Zirkusluft
- 2002: Sag einfach Ja
- 2003: Forsthaus Falkenau (Fernsehserie, 2 Folgen Neubeginn und Vaterliebe)
- 2004: Küstenwache (Fernsehserie): Verhängnisvolle Freundschaft (Staffel 7.6)
- 2004: Muxmäuschenstill (Regie)
- 2004: Die Rosenheim-Cops – Der verräterische Papagei
- 2005–2012: Der Staatsanwalt (Fernsehserie, Staffel 1–7.2)
- 2006–2009: Unter anderen Umständen (Fernsehreihe, Folge 1–4)
  - 2006: Unter anderen Umständen
  - 2007: Unter anderen Umständen: Bis dass der Tod euch scheidet
  - 2008: Unter anderen Umständen: Böse Mädchen
  - 2009: Unter anderen Umständen: Auf Liebe und Tod
- 2009: Liebe verlernt man nicht (Fernsehfilm)
- 2009: Short Cut to Hollywood (Regie)
- 2007: Alarm für Cobra 11 – Die Autobahnpolizei (Fernsehserie, Folge Stunde der Wahrheit)
- 2007: Notruf Hafenkante (Fernsehserie, Folge Kein Weg zurück)
- 2010: Der kalte Himmel
- 2011: Tödliche Versuchung
- 2012: Herzschnitt
- 2012: Wer liebt, lässt los!
- 2013: Unheil in den Bergen
- 2013: Bella und der Feigenbaum
- seit 2013: München Mord (Fernsehreihe)
  - 2013: Wir sind die Neuen
  - 2014: Die Hölle bin ich
  - 2016: Kein Mensch, kein Problem
  - 2016: Wo bist Du, Feigling?
  - 2017: Einer, der’s geschafft hat
  - 2017: Auf der Straße, nachts, allein
  - 2018: Die ganze Stadt ein Depp
  - 2019: Leben und Sterben in Schwabing
  - 2019: Die Unterirdischen
  - 2020: Was vom Leben übrig bleibt
  - 2020: Ausnahmezustand
  - 2021: Der Letzte seiner Art
  - 2021: Das Kamel und die Blume
  - 2022: Dolce Vita
  - 2022: Schwarze Rosen
  - 2023: Damit ihr nachts ruhig schlafen könnt
  - 2023: Der gute Mann vom Herzogpark
  - 2024: A saisonale G’schicht
  - 2024: Die indische Methode (auch Drehbuch)
  - 2025: Nix für Angsthasen
- 2014: Zwischen den Zeiten
- 2015: Wilsberg: Kein Weg zurück
- 2015: Blauwasserleben
- 2015: Die Ungehorsame
- 2015: Nacht der Angst
- 2015: Storno – Todsicher versichert
- 2015: Hochzeitskönig
- 2016: Helen Dorn: Gefahr im Verzug
- 2016: Die Hebamme II
- 2016: Solo für Weiss – Die Wahrheit hat viele Gesichter
- 2017: Schuld nach Ferdinand von Schirach (Fernsehserie, Folge Kinder)
- 2017: Ein starkes Team: Wespennest
- 2017: Der 7. Tag
- 2018: Landkrimi – Steirerkind
- 2018: Sarah Kohr – Mord im Alten Land
- 2018: Du bist nicht allein
- 2019: Die Chefin (Fernsehserie, Folge Lockvogel)
- 2020: Toni, männlich, Hebamme – Eine runde Sache
- 2020: Lang lebe die Königin (Fernsehfilm)
- 2020: Alle Nadeln an der Tanne (Fernsehfilm)
- 2020: Marie Brand und die Liebe zu viert (Fernsehreihe)
- 2021: Geliefert (Fernsehfilm)
- 2021: Die Welt steht still (Fernsehfilm)
- 2022: Riesending – Jede Stunde zählt (Fernsehfilm)
- 2024: Wenn Papa auf der Matte steht (Fernsehfilm)
- 2024: Der Kommissar und der See – In besseren Kreisen (Fernsehreihe)